# Mosè in Egitto
Moïse en Égypte
Pour les articles homonymes, voir Mose (homonymie).
Mosè in Egitto (Moïse en Égypte) est un opéra italien en quatre actes de Gioachino Rossini, sur un livret d’Andrea Leone Tottola, tiré d’une tragédie de Francesco Ringhieri L’Osiride (1760) et créé au Teatro San Carlo de Naples le 5 mars 1818, avec la participation de Michele Benedetti (Mosè), Isabella Colbran (Elcia) et Andrea Nozzari (Osiride).

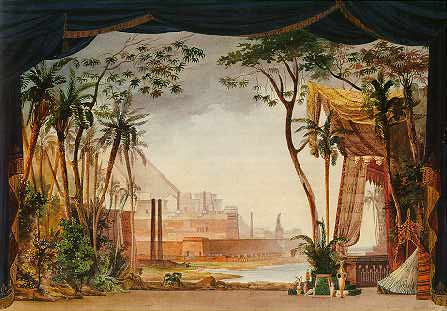
Décors de l’acte I du Moïse et Pharaon pour l’Académie royale de musique en 1827

Rossini remania l’œuvre pour l'Académie Royale de Musique de Paris où elle fut présentée le 26 mars 1827 sous le titre Moïse et Pharaon ou le Passage de la mer Rouge avec un nouveau livret de Luigi Balocchi et d’Étienne de Jouy. Les interprètes étaient Nicolas-Prosper Levasseur (Moïse), Cinti (Anaï), Nourrit le jeune (Aménophis). La centième représentation de cette version eut lieu en 1838.

## Historique
Avant 1820, Rossini composait quatre opéras par an. Il en avait déjà écrit trois lorsqu’il présenta la première version du Moïse commandé par Barbaia, pour le théâtre San Carlo de Naples, et qui était dédié à Isabella Colbran, maîtresse de Domenico Barbaja. Isabella allait devenir par la suite l’épouse de l’artiste. Le librettiste avait alors fait d’Elcia (nièce de Mosè, renommée Anaï dans Moïse et Pharaon), le pivot de l’antagonisme entre Moïse et le pharaon. Le succès fut immédiat. À l'origine, Rossini avait demandé à Michele Carafa de composer l'air de Pharaon qui se trouve au premier acte; plus tard, il y substituera sa propre version, à la demande de Louis Ferdinand Herold.
L’année suivante, Rossini ajouta la prière du dernier acte et remporta un succès encore plus considérable. C’est cette prière (l’air le plus connu) qui accompagna le compositeur à la Basilique Santa Croce de Florence en 1887, lorsque son corps fut ramené de Paris, où il était mort vingt ans plus tôt.
Stendhal, qui fit connaître Rossini en France, affirmait que cette prière avait été écrite en quelques minutes, ce qui est contesté par Gustave Kobbé d’après des sources puisées dans la correspondance du compositeur. Une chose est sûre : l’air mit les spectatrices dans un tel état qu’il fallut appeler des médecins dans la salle.
Honoré de Balzac fit l’éloge de l’œuvre en la qualifiant d’« immense poème musical ». Il lui consacra pratiquement l’intégralité d’une nouvelle : Massimilla Doni qui parut d’abord sous le titre : Une représentation du Mosè in Egitto de Rossini à Venise.

## Argument

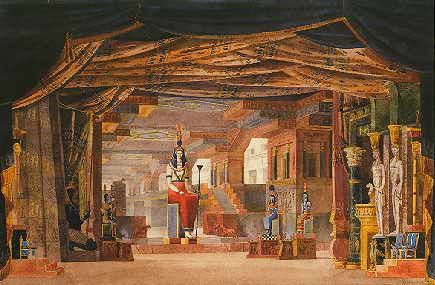
Décors de l’acte III.

### Acte I
Le camp des Israélites en Égypte
Le chœur des israélites demande à être libéré de l’esclavage. Moïse les conjure d’avoir foi en Dieu. Son frère étant allé plaider leur cause auprès du pharaon, il revient accompagné de la sœur de Moïse et de sa nièce, Anaï, dont Aménophis (fils du pharaon) est amoureux. Les Israélites sont donc libérés, mais Anaï refuse de les suivre : elle aime Aménophis. Il s’ensuit le duo le plus exceptionnel selon Stendhal. Mais Anaï sent qu’elle ne peut rester auprès d’Aménophis et le pharaon menace de revenir sur sa décision. Moïse menace à son tour l’Égypte d’une vengeance divine en levant son bâton vers le ciel : la nuit tombe sur l’Égypte.

### Acte II
Dans le palais du pharaon.
Sinaïde, le pharaon et Aménophis, accompagnés d’un chœur, regrettent la nuit dans laquelle l’Égypte est plongée. Le pharaon appelle Moïse pour qu’il fasse revenir la lumière avec son bâton, ce qu’il obtient. Mais Aménophis apprend que son père lui a réservé pour épouse une princesse assyrienne. Pris d’une rage terrible, et fou de douleur à l’idée qu’Anaï puisse lui échapper, Aménophis forme le projet de tuer Moïse.

### Acte III
Le temple d’Isis.

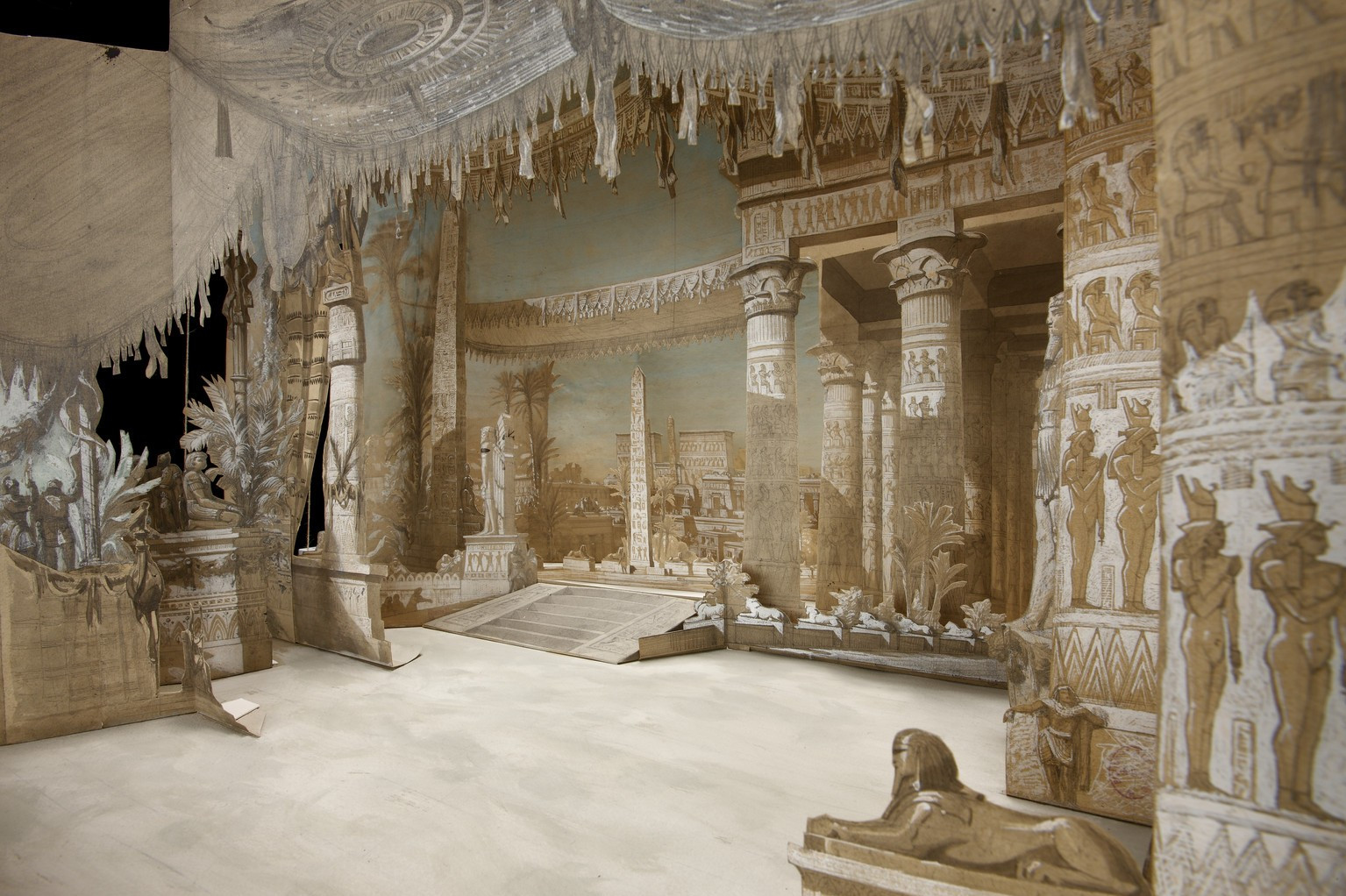
Maquette de décor de l'acte III par Édouard Desplechin (1863)

Ballet en trois mouvements des Égyptiens en l’honneur de leur déesse. Moïse vient demander la libération de son peuple promise par le pharaon, mais le prêtre Osiris veut d’abord que les israélites rendent hommage à leur déesse. Moïse, indigné, lève encore son bâton et les sept plaies s’abattent sur l’Égypte. Elles ne cesseront que lorsque Moïse le décidera. Osiris, puis Moïse viennent ensuite demander justice au pharaon qui menace les Égyptiens de les chasser en les enchaînant. Final impressionnant.

### Acte IV
Les Hébreux dans le désert.
Aménophis rejoint Anaï en cachette : il est prêt à renoncer à son futur titre de pharaon elle accepte de l’épouser. Mais Moïse entraîne les siens, Anaï est obligée de les suivre. Et malgré les supplications d’Aménophs auprès de Moïse, rien de fléchit la volonté du guide. Aménophis le prévient alors que son père a prévu d’attaquer les Hébreux et qu’il choisira le camp du pharaon. L’armée égyptienne avance. Moïse, pris entre les soldats et la mer Rouge voit les flots s’ouvrir devant lui. L’opéra se termine lorsque les eaux se referment sur les Égyptiens avec le Cantique.

## Enregistrements
- Mosè in Egitto, par Ruggero Raimondi, June Anderson, direction Claudio Scimone (Philips)
- Mosè in Egitto, par Ruggero Raimondi, Carol Vaness, direction Wolfgang Sawallisch (Orfeo D’or)
- Mosè in Egitto, par Nicola Rossi-Lemeni, Anita Cerquetti, direction Tullio Serafin (Eklipse)(version française de 1827 traduite en italien)
- Mosè in Egitto par Lorenzo Regazzo,direction Antonino Fogliani (Naxos) (version italienne de 1819 comprenant l'air de Pharaon composé par Michele Carafa.